# Caso E. Jean Carroll v. Donald J. Trump
E. Jean Carroll v. Donald J. Trump é o nome de dois processos relacionados movidos pela autora americana E. Jean Carroll contra o presidente dos EUA Donald Trump. Os dois processos resultaram em um total de US$ 88,3 milhões em indenizações concedidos a Carroll; ambos os casos estão em apelação. Ambos os casos estão relacionados à acusação de Carroll, feita em meados de 2019 (durante o primeiro mandato de Trump), de que ele a agrediu sexualmente no final de 1995 ou início de 1996. Trump negou as alegações, levando Carroll a processá-lo por difamação em novembro de 2019 (Carroll I).
Em novembro de 2022, Carroll apresentou seu segundo processo contra Trump (Carroll II), renovando sua alegação de difamação e adicionando uma acusação de agressão sob a Lei dos Sobreviventes Adultos [en], uma lei de Nova York que permite que vítimas de agressão sexual apresentem ações civis após o término dos prazos de prescrição. Este processo foi a julgamento em abril de 2023. As evidências incluíram depoimentos de duas amigas com quem Carroll conversou após o suposto incidente, uma fotografia de Carroll com Trump em 1987, depoimentos de duas mulheres que separadamente acusaram Trump de agressão sexual, imagens da fita do Access Hollywood de Trump e seu depoimento de outubro de 2022. Um veredicto do júri em maio de 2023 considerou Trump responsável por abuso sexual e difamação de Carroll, e ordenou que ele pagasse US$ 5 milhões em indenizações. Trump apresentou uma contraprocessação sem sucesso e, em dezembro de 2024, perdeu sua apelação inicial. Seu pedido para uma audiência en banc foi rejeitado em junho de 2025.
A acusação de Carroll contra Trump foi mais grave do que as acusações feitas por outras mulheres. Sobre o veredicto do júri, o juiz pediu que o júri determinasse se a preponderância da evidência sugeria que Trump estuprou Carroll sob a definição legal estreita de estupro de Nova York na época, que denotava penetração forçada com o pênis, conforme alegado pela autora; o júri não considerou Trump responsável por estupro, mas sim por um grau menor de abuso sexual. Em julho de 2023, o juiz Kaplan afirmou que o veredicto concluiu que Trump havia estuprado Carroll de acordo com a definição comum da palavra, ou seja, não necessariamente implicando penetração peniana. Em agosto de 2023, Kaplan rejeitou uma contraprocessação e escreveu que a acusação de estupro de Carroll é "substancialmente verdadeira".
Em setembro de 2023, Kaplan emitiu um julgamento sumário parcial em relação ao Carroll I, considerando Trump responsável por difamação por meio de suas declarações de 2019. O veredicto do júri do julgamento de janeiro de 2024 foi de US$ 83,3 milhões em indenizações adicionais. Para apelar, Trump garantiu uma fiança para esse valor mais 10 por cento.
Em dezembro de 2024, Trump resolveu um caso de difamação com a ABC News após o apresentador George Stephanopoulos afirmar incorretamente que o júri considerou Trump responsável por estupro no caso. A ABC News concordou em pagar US$ 15 milhões para a biblioteca presidencial de Trump e US$ 1 milhão para suas custas legais, além de emitir um pedido público de desculpas.

## Contexto

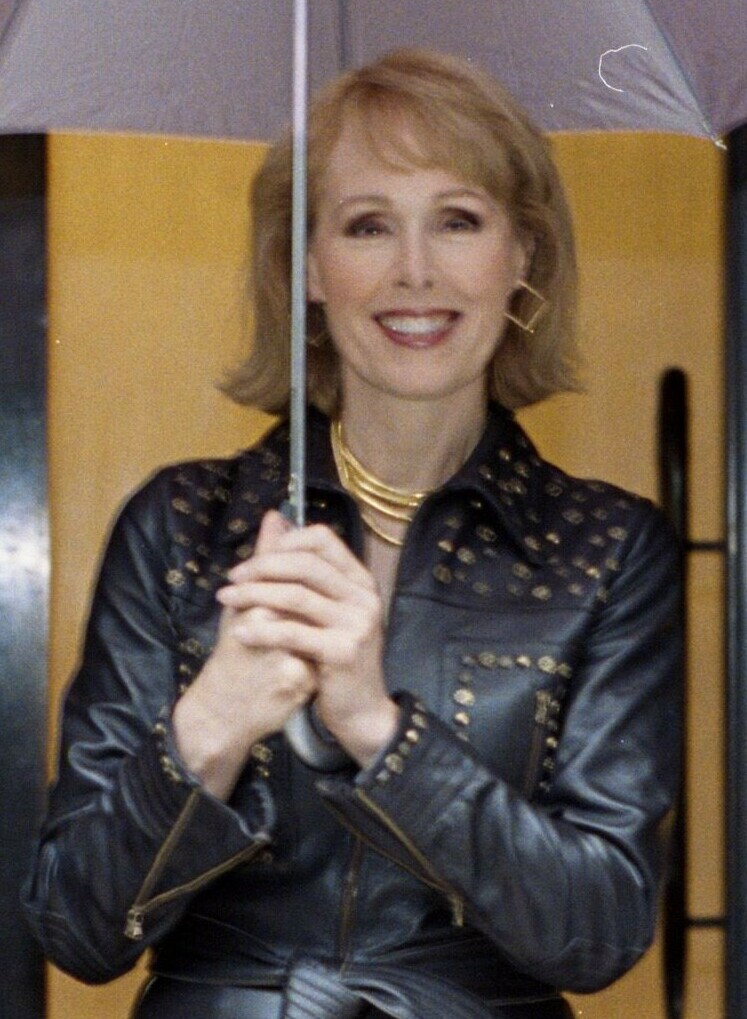
Carroll em 2006 (com 62 anos), dez anos após o suposto incidente

Em 21 de junho de 2019, E. Jean Carroll publicou um artigo na revista New York magazine intitulado Hideous Men, afirmando que Donald Trump a agrediu sexualmente no final de 1995 ou início de 1996 na loja de departamentos Bergdorf Goodman em Nova York. Ela é a única pessoa cuja alegação de estupro contra Trump foi considerada crível em tribunal, embora outras duas mulheres também o tenham acusado de estupro: sua primeira esposa, Ivana Trump, que uma vez alegou que ele a estuprou durante o casamento antes de retratar a acusação, e uma segunda mulher — conhecida publicamente como "Jane Doe" — que acusou Trump de estuprá-la quando ela tinha 13 anos, mas retirou o processo antes que pudesse prosseguir.
Ao contrário da afirmação posterior de Trump de que ela era uma "mulher de quase sessenta anos na época", ela é menos de três anos mais velha que Trump, tendo 52 anos na época, enquanto ele tinha 49. Mais detalhes do suposto incidente foram publicados no livro de Carroll de 2019, What Do We Need Men For?: A Modest Proposal (Para que precisamos de homens?: Uma proposta modesta). Carroll disse que, ao sair da loja, encontrou Trump, que pediu ajuda para comprar um presente para uma mulher. Após sugerir uma bolsa ou um chapéu, os dois teriam ido para a seção de lingerie e brincaram sobre o outro experimentar algo. Carroll afirmou que eles acabaram juntos em um provador, cuja porta foi fechada, e Trump a beijou à força, puxou suas meias para baixo e a estuprou antes que ela conseguisse escapar. Ela afirmou que o suposto incidente durou menos de três minutos, durante os quais não havia nenhum atendente presente no departamento. Lisa Birnbach e Carol Martin disseram à revista New York que Carroll confidenciou a elas logo após o suposto ataque.
As alegações foram feitas durante a primeira administração Trump. Em uma declaração oficial do governo, Trump negou que já tivesse conhecido Carroll, acusou-a de tentar vender livros, insinuou que ela tinha uma agenda política, comparou a acusação a uma contra o juiz da Suprema Corte Brett Kavanaugh e disse que a Bergdorf Goodman confirmou que não havia imagens de vigilância do suposto incidente. Trump também pediu ao público que fornecesse informações indicando que Carroll estava conspirando com o Partido Democrata ou a revista New York. Trump afirmou separadamente em uma entrevista com The Hill [en] que Carroll estava "totalmente mentindo" e que "ela não é meu tipo". Carroll forneceu à New York uma fotografia dela e de seu então marido John Johnson socializando com Trump e sua então esposa Ivana em 1987. Trump minimizou sua relevância, dizendo: "Estar com meu casaco em uma fila — me poupe — de costas para a câmera. Não tenho ideia de quem ela é."
Carroll inicialmente optou por não descrever a suposta agressão sexual como estupro, descrevendo-a como uma luta. "Minha palavra é luta. Minha palavra não é a palavra vítima ... Eu lutei."
Algumas semanas após a publicação do artigo na revista New York, Carroll encontrou o advogado George Conway [en] (um crítico de Trump e marido de Kellyanne Conway), que a aconselhou a abrir um processo de difamação e a ajudou a encontrar um advogado. Conway então escreveu um artigo de opinião para o The Washington Post incentivando os leitores a acreditarem em Carroll.

## Litígios iniciais e questões relacionadas

### Processo original de difamaçãoCarroll I(novembro de 2019–abril de 2023)
Em novembro de 2019, Carroll apresentou um processo de difamação na Suprema Corte de Nova York [en]. O processo alega que Trump prejudicou sua reputação, causou danos profissionais significativos e infligiu dor emocional.
| “                                                                              | Há décadas, o agora Presidente dos Estados Unidos me estuprou. Quando tive coragem de falar sobre o ataque, ele difamou meu caráter, me acusou de mentir por ganhos pessoais, até insultou minha aparência. Nenhuma mulher deveria enfrentar isso. Mas este processo não é apenas sobre mim. Estou entrando com ele em nome de toda mulher que já foi assediada, agredida, silenciada ou que falou apenas para ser envergonhada, demitida, ridicularizada e menosprezada. | ” |
| — E. Jean Carroll, em um e-mail explicando seu primeiro processo à NPR em 2019 | |   |

Após a apresentação do processo, a secretária de imprensa da Casa Branca, Stephanie Grisham [en], descreveu o processo como "frívolo" e a história de Carroll como fraudulenta.

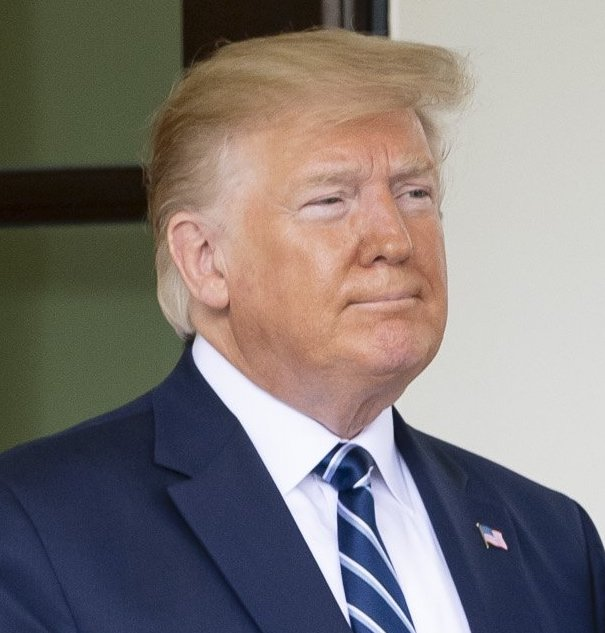
Trump em 2019

Em janeiro de 2020, os advogados de Carroll solicitaram uma amostra de DNA de Trump para "análise e comparação com o DNA masculino não identificado presente" em um vestido preto que ela usava durante o suposto ataque. Em dezembro de 2020, Carroll disse que estava disposta a adiar a coleta da amostra e o depoimento de Trump em troca de acesso antecipado a outros registros relevantes. O pedido de amostra de DNA incluía um relatório de DNA sobre Carroll e cinco outras pessoas que podem ter entrado em contato com o vestido durante uma sessão de fotos.
Em setembro de 2020, advogados do Departamento de Justiça (DOJ) afirmaram que Trump agiu em sua capacidade oficial ao responder à acusação de Carroll; eles disseram que a Lei Federal de Reivindicações de Danos concede ao departamento o direito de assumir o caso dos advogados privados de Trump e movê-lo para o tribunal federal. Um funcionário da Casa Branca também argumentou que a lei fornece precedente para o governo exercer esse direito. A advogada de Carroll, Roberta Kaplan [en], afirmou que "o esforço de Trump para usar o poder do governo dos EUA para evitar responsabilidade por sua conduta privada é sem precedentes." Em outubro de 2020, o juiz do Tribunal Distrital dos EUA Lewis Kaplan (sem relação com Roberta Kaplan) rejeitou a moção do DOJ, decidindo que o presidente não é um funcionário do governo e que os comentários de Trump não estavam relacionados ao seu trabalho como tal. No mês seguinte, o DOJ apresentou uma apelação ao Tribunal de Apelações do Segundo Circuito.
Em junho de 2021 (durante a administração Biden), o DOJ argumentou ao Tribunal de Apelações do Segundo Circuito que os advogados do DOJ deveriam defender Trump como funcionário federal, afirmando: "Falar com o público e a imprensa sobre assuntos de interesse público é, sem dúvida, parte do trabalho de um funcionário eleito." Em 27 de setembro de 2022, o tribunal de apelações passou a questão de se Trump estava protegido por seu antigo cargo como presidente dos EUA para o Tribunal de Apelações do Distrito de Colúmbia [en]. A advogada de Trump, Alina Habba [en], elogiou a decisão como uma reversão da posição do Tribunal Distrital (de que os comentários não eram assuntos executivos).
Em janeiro de 2023, o Tribunal de Apelações do Distrito de Colúmbia realizou argumentos orais perante um painel completo de juízes. Os advogados de Trump argumentaram que seus comentários estavam dentro do escopo de seu emprego, enquanto alguns juízes apontaram que a lei de DC responsabiliza empregadores quando seus funcionários causam danos a indivíduos no âmbito de seu emprego, mas não de outra forma. A juíza Catharine Easterly observou que casos de responsabilidade do empregador geralmente têm um registro de julgamento e veredicto do júri para referência, enquanto o juiz John Howard questionou se mais investigações de fatos eram justificadas.
Em março de 2023, o juiz Kaplan decidiu que a famosa fita do Access Hollywood de Donald Trump e os depoimentos de Jessica Leeds e Natasha Stoynoff (que ambas alegam que Trump começou a apalpá-las sem permissão) seriam admissíveis no julgamento do processo original. Ele então adiou o julgamento da reivindicação de difamação enquanto o tribunal de apelações continuava a deliberar.
Em 21 de abril de 2023, o Tribunal de Apelações do Segundo Circuito afirmou que não deveria ser responsável por decidir se Trump agiu dentro do escopo de seu papel como presidente ao fazer comentários públicos sobre Carroll, e remeteu a questão ao Tribunal Distrital dos EUA para que o juiz Kaplan decidisse. Em julho, o DOJ retratou sua posição de que Trump estava agindo em sua capacidade oficial.

### Declaração de Trump (outubro de 2022)
Em 12 de outubro de 2022, Trump publicou um longo post no Truth Social contra E. Jean Carroll, ao qual anexou uma fotografia dela de junho de 2019. Carroll posteriormente reivindicou com sucesso que este post era difamatório em seu processo contra ele.
| “ | Este caso da "Sra. Bergdorf Goodman" é uma completa fraude... Não conheço essa mulher, não tenho ideia de quem ela seja, exceto que parece que ela tirou uma foto comigo muitos anos atrás, com seu marido, apertando minha mão em uma fila de recepção em um evento de caridade para celebridades. Ela inventou completamente uma história de que a encontrei nas portas desta loja de departamentos lotada de Nova York e, em minutos, a "desmaiei". É uma farsa e uma mentira, assim como todas as outras farsas que jogaram contra mim nos últimos sete anos... Ela não tem ideia de que dia, que semana, que mês, que ano ou que década esse suposto "evento" teria ocorrido. O motivo pelo qual ela não sabe é porque nunca aconteceu, e ela não quer se prender a detalhes ou fatos que possam ser comprovados como errados. Se você assistir à entrevista de Anderson Cooper com ela, onde ela estava promovendo um livro realmente ruim, verá que é uma farsa completa. Ela mudou sua história do início ao fim, após o intervalo comercial, para atender aos propósitos da CNN e do Andy Cooper... Para constar, E. Jean Carroll não está dizendo a verdade, é uma mulher com quem não tive nada a ver, não conhecia e não teria interesse em conhecer se tivesse a chance. | ” |
|   | |   |

### Depoimento de Trump (outubro de 2022)

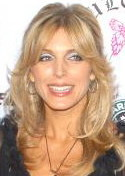
Marla Maples, ex-esposa de Trump, com quem Trump confundiu Carroll na fotografia de 1987 dos dois juntos

Trump foi deposto pela advogada de Carroll, Roberta Kaplan, em 19 de outubro. Trump disse que geralmente tinha seguranças com ele, mas não conseguiu nomear nenhum que trabalhava para ele na época.(73–76) Ele negou ter contatado a Bergdorf Goodman antes de suas declarações em 2019, argumentando que "se isso tivesse acontecido, teria sido relatado em minutos."(p78) Ele acusou Carroll e sua advogada de estarem "alinhadas com Hillary Clinton", uma afirmação que ele baseou em "alguém [ter] mencionado isso", mas admitiu que não tinha conhecimento do partido político de Carroll ou documentação de que ela buscava uma agenda política; ele passou a acusar repetidamente Roberta Kaplan de ser uma operadora política de Clinton ou do Partido Democrata. Quando perguntado se alguém lhe deu informações sobre Carroll conspirando com esse partido ou a revista New York, Trump disse: "Eu te aviso."(p202) Ele ameaçou processar Carroll e Kaplan após a conclusão dos procedimentos. Ele também acusou Carroll de tentar sabotar sua campanha presidencial de 2024 mantendo-o "ocupado com litígios."(130–131) Trump chamou o litígio de uma farsa comparável a supostas fraudes contra ele relacionadas à Rússia e ao Ucrânia.
Trump reiterou que Carroll "não era seu tipo" e disse à advogada: "Você também não seria uma escolha minha... sob nenhuma circunstância." Trump foi mostrado a fotografia que ele caracterizou como uma fila de recepção em um evento de caridade, mas prosseguiu identificando erroneamente a imagem de Carroll como sua segunda esposa, Marla Maples, apesar de sua primeira esposa Ivana Trump também estar na foto; ao reconhecer seu erro, ele protestou que a foto era "muito embaçada". Ele então confirmou que todas as suas esposas eram seu "tipo" e que por tipo ele se referia principalmente ao tipo físico. Apesar de atacar Carroll por não lembrar o ano exato do suposto incidente, Trump não conseguiu afirmar os anos exatos do início ou fim de qualquer um de seus casamentos quando questionado, e alegou que não tinha certeza se teve algum caso extraconjugal durante seu primeiro casamento (incluindo com Maples, apesar de esse caso ter aparecido regularmente em tabloides de Nova York).
Trump reiterou em seu depoimento que não conhecia Carroll antes de ela processá-lo, chamando-a de "maluca" e afirmando incorretamente que em sua entrevista na CNN com Anderson Cooper ela "indicou que amou" a suposta agressão e "disse que era muito sexy ser estuprada". (Carroll na verdade disse: "Eu não fui jogada no chão e violada, o que... A palavra estupro carrega tantas conotações sexuais. Isso não foi — isso não foi sexual. Só doeu. ... Acho que a maioria das pessoas pensa no estupro como algo sexy.") Ele disse que Carroll alegou que ele a "desmaiou", uma palavra que ele disse ter usado porque achava que seria mais educado do que dizer foder. Quando questionado se havia feito as declarações na fita do Access Hollywood (por exemplo, "quando você é uma estrela, [mulheres bonitas] deixam você fazer. Elas deixam você fazer qualquer coisa... agarrá-las pela buceta"), Trump respondeu: "Bem, historicamente, isso é verdade com estrelas. Se você olhar ao longo do último milhão de anos, isso é amplamente verdade, infelizmente ou felizmente." Ele então concordou que ele era uma dessas "estrelas".

## Processo alegando agressão e difamação (novembro de 2022–presente)

### Expansão para a reivindicação de agressão (Carroll II; novembro de 2022)
Em 24 de novembro de 2022, Carroll processou Trump por agressão sob a Lei dos Sobreviventes Adultos (uma lei aprovada em maio anterior que permite que vítimas de agressão sexual apresentem processos civis após o término dos prazos de prescrição). Carroll fez uma nova reivindicação de difamação, citando as declarações de Trump no Truth Social de outubro. O segundo processo alega que: Trump agrediu Carroll, "puxou suas meias para baixo", apalpou ao redor de seus genitais e a estuprou; isso supostamente deixou Carroll incapaz de desenvolver relacionamentos sexuais. Carroll buscou indenizações não especificadas pelas duas acusações e que Trump retratasse suas declarações no Truth Social sobre ela. Os advogados de Trump disseram em um documento judicial de 19 de dezembro que solicitariam a rejeição do processo parcialmente com base na alegação de que a lei de Nova York é inválida por supostamente contradizer a constituição do estado [en] em relação ao devido processo legal. O juiz Kaplan definiu a data do julgamento para 25 de abril de 2023 e negou o pedido de rejeição do processo.
Como o caso é o segundo a ser chamado E. Jean Carroll v. Donald J. Trump, ele é distinguido pelo nome Carroll II.

### Pré-julgamento (janeiro–abril de 2023)
Uma das disputas de descoberta foi sobre o DNA de Trump. Em 10 de fevereiro, Joe Tacopina [en], que se tornou o advogado principal de Trump no caso em 31 de janeiro de 2023, disse que Trump estaria disposto a fornecer uma amostra de DNA, embora o período de descoberta tivesse terminado após três anos de solicitações dos advogados de Carroll por tal amostra. Além disso, Tacopina estipulou que um apêndice do relatório de Carroll (principalmente sobre seu próprio DNA) deveria ser apresentado primeiro e que o DNA de Trump seria submetido apenas para comparação com o material no vestido. A advogada de Carroll afirmou que a moção era um esforço de "má-fé para contaminar o potencial grupo de jurados". Em 15 de fevereiro, o juiz Kaplan rejeitou a oferta de Trump como uma tática de atraso fora de prazo. Além disso, o juiz argumentou que a presença do DNA de Trump não provaria conclusivamente se um estupro ocorreu, pois nenhum esperma foi detectado. No final de março, o juiz proibiu qualquer menção a evidências de DNA no julgamento.
Em 16 de fevereiro de 2023, os advogados de Trump solicitaram que as alegações de Leeds e Stoynoff e a fita do Access Hollywood fossem proibidas como evidências (a fita foi citada pela advogada de Carroll como evidência de um padrão mais amplo de má conduta sexual). O advogado de Carroll argumentou que os relatos das duas mulheres demonstram um "padrão consistente". Em 2 de março, os advogados de Trump pediram novamente a exclusão da fita, argumentando que ela não demonstra um padrão de comportamento consistente com a acusação de Carroll. Em março, Kaplan decidiu que a fita e os depoimentos das duas mulheres seriam admissíveis no julgamento do segundo processo junto com os depoimentos de dois funcionários da Bergdorf Goodman. O suposto "especialista em danos de refutação" de Trump foi rejeitado porque ele não se qualificava como testemunha especialista. Kaplan também negou um pedido conjunto de ambas as partes para consolidar os dois processos em um único julgamento.
Em 23 de fevereiro, os advogados de Trump solicitaram que a reivindicação de difamação no segundo processo fosse descartada, argumentando que seu post no Truth Social de outubro era apenas uma resposta sobre o primeiro processo, que repetia principalmente posições anteriores (apesar de incluir incursões originais), e, portanto, estava protegido sob o suposto "privilégio absoluto de litígio" previsto pela Lei de Direitos Civis do Estado de Nova York § 74. No final de março, o juiz Kaplan negou este pedido.
Em 11 de março, o juiz Kaplan perguntou a Trump e Carroll se eles tinham alguma objeção ao uso de um júri anônimo. Em 23 de março, Kaplan decidiu que o júri seria anônimo para o julgamento. Ele citou a retórica incendiária de Trump contra inimigos percebidos (incluindo autoridades) antes de sua indiciamento criminal em Nova York relacionado a pagamentos de suborno no caso Stormy Daniels [en]. Em 10 de abril, Kaplan decidiu que o júri seria anônimo até mesmo para os advogados envolvidos no caso, citando ameaças de apoiadores de Trump contra o juiz Juan Merchan, que supervisionava a Investigação criminal de Nova York da Organização Trump. Em 14 de abril, Kaplan manteve sua decisão por um júri anônimo e negou um pedido da equipe de Trump por informações sobre seus membros com base em possível viés, após eles citarem comentários negativos online feitos sobre ele no artigo de junho de 2019 de Carroll na revista New York.
Em 10 de abril, Trump e Carroll receberam dez dias para declarar se compareceriam ao julgamento. O advogado de defesa Tacopina especulou sobre "encargos logísticos e financeiros para a cidade de Nova York" associados à presença física de Trump. Em 20 de abril, o juiz argumentou que Trump teve "tempo suficiente" para fazer arranjos para o julgamento e disse que não seria mais fácil para o Serviço Secreto protegê-lo em seu evento de campanha recém-anunciado em 27 de abril em New Hampshire do que no julgamento simultâneo.
Em 11 de abril, o advogado de defesa Tacopina pediu para adiar o julgamento por um mês, argumentando que a cobertura da mídia sobre o escândalo de Daniels contaminaria o grupo de jurados. A advogada de Carroll argumentou que Trump "instigou (e buscou se beneficiar de)... grande parte da própria cobertura sobre a qual ele agora reclama." Em 17 de abril, Kaplan concordou com a advogada de Carroll e decidiu contra o pedido de adiamento, argumentando que não havia razão para assumir que a seleção do júri seria mais fácil de conduzir em maio.
Em 13 de abril, os advogados de Trump pediram para reabrir a descoberta sobre se Carroll sabia que o escritório de sua advogada havia recebido doações do bilionário alinhado aos democratas e co-fundador do LinkedIn Reid Hoffman. O juiz Kaplan permitiu a descoberta para a "exame cuidadosamente circunscrito dessa questão estreita". Os advogados de Trump solicitaram um mês extra para realizar essa investigação, mas Kaplan recusou adiar o julgamento. Em 21 de abril, o juiz selou as informações relacionadas às supostas contribuições de Hoffman, conforme solicitado pela equipe de Carroll.

### Julgamento (abril–maio de 2023)
O julgamento começou em 25 de abril de 2023, no tribunal federal do Tribunal Distrital dos Estados Unidos para o Distrito Sul de Nova York. Naquele dia, o juiz selecionou um júri de seis homens e três mulheres, anônimo até mesmo para o juiz, e foi organizado que o júri seria transportado por Delegados Federais dos EUA de uma garagem subterrânea durante todo o julgamento. Nas declarações iniciais naquele dia, o juiz aconselhou ambos os advogados a orientarem seus clientes a evitar comentários que pudessem "inspirar violência".
Em 26 de abril, Carroll testemunhou; ela disse que não sabia se havia funcionários presentes durante o suposto incidente, pois o departamento ficava em um andar diferente e ela estava focada em subir a escada rolante, enquanto também supunha que o encontro seria uma anedota engraçada. Ela disse que, após entrar no provador, Trump a empurrou contra a parede (machucando a parte de trás de sua cabeça) e a dedou antes de fazer o mesmo com seu pênis (causando dor vaginal). Ela afirmou que lutou contra Trump e, ao sair da loja, estava "extremamente abalada" e em descrença sobre o ocorrido. Ela conversou com sua amiga Lisa Birnbach por telefone, pensando: "Se Lisa achasse engraçado, então não era algo ruim e eu não fiz algo completamente estúpido", lembrou Carroll. "Eu ainda não tinha processado. Não tinha processado o que estava acontecendo." Birnbach disse a Carroll, que estava rindo ao telefone, que não era engraçado, que Carroll havia sido estuprada e deveria denunciar o ataque à polícia, testemunhou Carroll.
Carroll disse que na noite seguinte ela contou à sua amiga e colega de trabalho Carol Martin, que supostamente confirmou o medo de Carroll de que, se ela discutisse publicamente o incidente, Trump retaliaria por meio de sua equipe jurídica. Ela reconheceu ainda sua aversão política a Trump, mas disse: "Estou acertando uma conta pessoal porque ele me chamou de mentirosa repetidamente e isso realmente destruiu minha reputação." Ela afirmou que não tornou o caso público durante a campanha de Trump em 2016 porque "quanto mais mulheres se apresentavam para acusá-lo, melhor ele se saía nas pesquisas." Além disso, Carroll disse que inicialmente pensou que o incidente ocorreu em 1994 ou 1995, até perceber que Lisa Birnbach visitou Mar-a-Lago para escrever uma matéria de fevereiro de 1996 para a revista New York sobre Trump (após 5–6 meses de comunicação por telefone), o que Carroll disse que não teria ocorrido se sua amiga soubesse do suposto ataque.
Também em 26 de abril, os advogados de Carroll apresentaram uma troca de e-mails de 2017 entre ela e Martin, indicando uma intenção de "planejar" ao fazer seu "dever patriótico". Carroll afirmou que não estava planejando "derrubar Donald Trump", como Tacopina sugeriu que as mensagens poderiam implicar. Um ex-gerente da Bergdorf Goodman testemunhou que os departamentos frequentemente ficavam sem supervisão e os provadores abertos (embora as portas trancassem automaticamente se fechadas). O juiz decidiu que evidências relacionadas ao financiamento de Reid Hoffman para o julgamento eram inadmissíveis, dizendo: "Determinei que praticamente não há nada em termos de credibilidade." Trump comentou sobre o processo no Truth Social, chamando-o de fraude e mencionando a evidência de DNA (inadmissível). O juiz Kaplan advertiu Tacopina que Trump deveria parar de fazer tais comentários, pois eles representam uma potencial responsabilidade para ele.
Em 27 de abril, Carroll foi interrogada por Tacopina, que perguntou por que ela não gritou durante o suposto incidente. Ela disse que "estava em pânico demais para gritar". Ela afirmou que ficou surpresa com a súbita virada para o ataque, que ela alegou ter começado com Trump a empurrando contra a parede e beijando-a, e terminou sem comunicação entre eles; ela disse que não notou outros clientes ao sair. Ela afirmou que sentiu arrependimento diário desde que processou Trump pela primeira vez devido às ameaças que sentia, elaborando que recebeu muitos comentários negativos ecoando os ataques de Trump. Além disso, ela disse que não conseguia lembrar o significado específico de sua resposta por e-mail de 2017 para Martin. Carroll disse que omitiu o incidente de seu diário porque achava que isso a forçaria a pensar na experiência negativa, e disse que foi inspirada a se manifestar pelo movimento #MeToo, especialmente pelos casos de abuso sexual de Harvey Weinstein. Ela afirmou que, embora quisesse que seu livro fosse bem-sucedido, não estava enfrentando dificuldades financeiras. Tacopina mencionou o vestido que Carroll supostamente usava durante o incidente, levando o juiz a interromper o depoimento do dia, embora Tacopina alegasse que não planejava mencionar a evidência de DNA proibida.
Carroll terminou de testemunhar em 1º de maio, quando Tacopina citou inconsistências em seu relato, como ela afirmar que não usou os provadores da Bergdorf após o suposto ataque, mas depois dizer que na verdade os usou desde o incidente. Tacopina tocou um clipe de áudio de Carroll dizendo que não culpava Trump pelo fim de sua vida romântica, mas que "simplesmente não teve a sorte de conhecer aquela pessoa que me faria desejar novamente" e que "talvez naquele provador meu desejo por desejo tenha sido morto." Carroll disse que era uma "grande fã" do programa de Trump The Apprentice devido à sua "competição espirituosa" excepcional. Ela também perguntou nas redes sociais: "Você faria sexo com Donald Trump por $17.000? Mesmo se pudesse a) doar o dinheiro para caridade? b) fechar os olhos? E ele não tivesse permissão para falar." Além disso, Tacopina perguntou se Carroll havia visto um episódio de 2012 de Law & Order: Special Victims Unit envolvendo um estupro em um provador da Bergdorf, que Carroll disse não ter visto e chamou de uma coincidência "surpreendente". Tacopina também se referiu a um incidente em que Carroll chamou a polícia para relatar vandalismo em uma caixa de correio, levando-a a explicar: "Não quero que ninguém saiba que eu sofro. Até agora, eu teria vergonha de deixar as pessoas saberem o que realmente está acontecendo."
Também em 1º de maio, a equipe de Trump pediu uma anulação de julgamento, alegando que o juiz estava sendo injusto em favor de Carroll. Durante o interrogatório cruzado, Tacopina questionou uma passagem do livro de Carroll de 2019 sugerindo que todos os homens deveriam ser enviados para Montana para "retreinamento", e o juiz explicou que era uma alusão a Jonathan Swift e sua Uma Modesta Proposta (cujo título Carroll usou para o subtítulo de seu livro de 2019), que sugere satiricamente que os pobres irlandeses poderiam aliviar seus problemas econômicos vendendo seus filhos como comida para os ricos. Tacopina reclamou que o juiz, ao fornecer essa esclarecimento, havia "reforçado o depoimento [de Carroll]". O juiz Kaplan negou o pedido de anulação sem comentários.
Em 2 de maio, testemunhas depuseram em favor de Carroll. Lisa Birnbach disse que, em 1996, lembrando-se de ter se encontrado com Trump em janeiro para uma matéria que estava escrevendo, Carroll ligou para ela, ofegante, alegando que Trump acabara de agredi-la. Birnbach supostamente ofereceu levar Carroll à polícia, mas esta recusou e pediu que a conversa permanecesse em segredo. Birnbach disse que não falou sobre isso novamente até 2019, quando Carroll decidiu tornar pública sua história. Jessica Leeds, uma corretora de valores aposentada, testemunhou que Trump a apalpou repentinamente de maneira semelhante a Carroll enquanto Leeds viajava em um avião no final dos anos 1970. Leeds disse que uma comissária de bordo a convidou para mudar para a primeira classe e a sentou ao lado de Donald Trump, que ela não conhecia, e que ele apalpou seu seio e tentou beijá-la, mas ela se desvencilhou quando ele começou a subir a mão por sua saia. Ela lembrou de passageiros sentados atrás deles, que não intervieram, e considerou que o incidente pode ter durado menos de um minuto. Leeds disse que não falou sobre o incidente, mas que Trump a viu depois e se referiu a ela como "aquela vadia do avião". Também em 2 de maio, Tacopina confirmou que Trump não testemunharia no julgamento.
Em 3 de maio, um vídeo da deposição de Trump foi mostrado ao júri. Trump afirmou que raramente comprava na Bergdorf Goodman e reiterou que não leu as acusações escritas de Carroll, seja em seu livro ou no artigo da revista New York. Uma psicóloga clínica testemunhou que avaliou Carroll e encontrou que ela foi prejudicada pelo suposto estupro, mas não encontrou sinais de transtorno mental. A jornalista Natasha Stoynoff testemunhou que, ao visitar Mar-a-Lago em dezembro de 2005, Trump a levou para ver um quarto enquanto sua esposa Melania trocava de roupa; ele supostamente a forçou contra uma parede e a beijou enquanto ela tentava afastá-lo e disse que teriam um caso, citando a conhecida frase "melhor sexo que já tive" atribuída à sua ex-esposa Marla Maples. Stoynoff disse que contou a um número limitado de pessoas porque não queria que isso afetasse sua carreira. Um clipe foi exibido ao júri de Trump negando a alegação de Stoynoff durante sua campanha presidencial, no qual ele implica que ela não é atraente. Além disso, em 3 de maio, Tacopina anunciou que a equipe de Trump não apresentaria um caso de defesa. Tacopina disse que, devido a preocupações com a saúde, decidiram não chamar uma testemunha especialista que haviam proposto.
Em 4 de maio, a âncora de notícias Carol Martin testemunhou e corroborou o relato de Carroll sobre sua conversa após o suposto ataque, pensando que ocorreu entre 1994 e 1996, e lembrando que Carroll disse que também havia contado a Birnbach. Martin disse que ela e Carroll não "tramaram" contra Trump, embora a primeira tenha demonstrado ódio por Trump em algumas de suas mensagens de texto. Clipes da deposição de Trump foram exibidos. Tanto a acusação quanto a defesa encerraram seus casos em 4 de maio. Naquele dia, Trump fez uma declaração da Irlanda indicando que poderia comparecer ao julgamento. O juiz permitiu que Trump solicitasse a reabertura do caso, mas Trump não respondeu até o prazo de 7 de maio.
Em 8 de maio, foram apresentados os argumentos finais. A advogada de Carroll, Roberta Kaplan, citou a vestimenta de sua cliente durante o suposto ataque — um vestido de lã com meia-calça — como indicativo do clima na época, que Carroll restringiu a após a colaboração de Birnbach com Trump em um artigo de fevereiro de 1996, pensando ainda que aconteceu numa quinta-feira porque a loja ficava aberta até tarde. Além disso, supostamente aconteceu enquanto Carroll apresentava um talk show na America's Talking (1994–1996), que Kaplan argumentou que Trump provavelmente viu em parte porque era exibido imediatamente antes de uma entrevista com ele filmada no mesmo prédio para a mesma rede. Kaplan argumentou que Carroll "estava tentando lidar com o fato de que estava sendo atacada", o que ela lembrava em "grande detalhe". Kaplan citou o momento na deposição de Trump em que ele confundiu Carroll com sua esposa, aparentemente desmentindo sua alegação de que ela não era seu "tipo"; além disso, Kaplan afirmou que Trump seguia um padrão estabelecido de comportamento ao ser pego em erro, dando uma desculpa (que a fotografia era supostamente desfocada).
Outro advogado de Carroll argumentou que Tacopina confiava na retórica em vez de evidências e citou a falha de Trump em negar as acusações pessoalmente, ridicularizando ainda a ideia de que Carroll, Birnbach e Martin conspiraram secretamente para derrubar Trump com base no enredo de um episódio de Law & Order: SVU. Tacopina focou nas lacunas do caso da acusação, particularmente a data desconhecida do incidente, afirmando que ela "adaptou seu depoimento" ao dizer que percebeu que era numa quinta-feira, e a acusou de não levar o caso à polícia porque "nunca passaria por uma investigação policial em um milhão de anos". Tacopina repetiu a rejeição de Trump à fita do Access Hollywood como "conversa de vestiário" e argumentou que ela mostra Trump se gabando de "mulheres deixando você fazer algo" em vez de agressão sexual. Ele argumentou que a história de Leeds era falsa porque outros passageiros de avião não teriam ficado parados e deixado isso acontecer. Ele também afirmou que a acusação poderia ter chamado Trump como testemunha, mas, "em vez disso, o que eles querem é que você o odeie o suficiente para ignorar os fatos."

#### Veredicto e consequências (Maio de 2023–presente)
O júri chegou a uma decisão unânime em 9 de maio de 2023, após deliberar por menos de três horas. Considerando a preponderância da evidência, o júri entregou um veredicto que primeiro afirmou que Carroll não provou que Trump a estuprou, e em seguida afirmou que Carroll provou que Trump foi responsável por um grau menor de abuso sexual, e também afirmou que Trump difamou Carroll com declarações falsas feitas com má-fé real no post de outubro de 2022 no Truth Social; assim, o júri concedeu a Carroll um total de US$ 5 milhões em danos de Trump. O juiz deu ao júri o "significado técnico e estreito" do termo estupro sob a lei de Nova York como existia na época, definindo estupro como penetração forçada com o pênis, como alegado por Carroll.
Em uma aparição na CNN no dia seguinte ao veredicto, Trump continuou a difamar Carroll; ele a chamou de "maluca", disse que o julgamento foi "manipulado", negou tê-la estuprado e disse "não fiz nada mais também", e afirmou "não sei quem diabos ela é." Isso levou Carroll a considerar um terceiro processo de difamação contra Trump em relação a esses comentários.
Em 11 de maio de 2023, Trump apelou do veredicto. Em 8 de junho, a equipe de Trump solicitou que a indenização fosse reduzida para menos de US$ 1 milhão ou que um novo julgamento fosse realizado em relação aos danos, citando a suposta rejeição da alegação de estupro pelo júri. Os advogados de Carroll disseram que Trump caracterizou erroneamente o veredicto (que ele abusou sexualmente de Carroll) como suporte à sua alegação de que não a estuprou. Em 23 de junho, os advogados de Trump ofereceram US$ 5,55 milhões a um tribunal federal caso a apelação falhasse.
Em 27 de junho, Trump apresentou uma contraprova alegando que Carroll o difamou, particularmente quando ela disse à CNN "sim, ele fez" em resposta a uma pergunta sobre o júri não o considerar responsável por esse crime. Segundo o advogado de Carroll, quatro outras declarações feitas na contraprova ocorreram fora do prazo de prescrição de um ano de Nova York. Em 7 de agosto, o juiz Kaplan rejeitou a contraprova e escreveu que a acusação de Carroll de "estupro" é "substancialmente verdadeira" de acordo com a definição comum da palavra, ou seja, não necessariamente implica penetração peniana. Poucos dias depois, Trump apelou da rejeição.
Em 19 de julho, o juiz Kaplan negou o pedido de Trump por um novo julgamento, pois não houve "resultado gravemente errôneo" nem "erro judicial". Analisando os argumentos de Trump, Kaplan concluiu que Trump "interpreta erroneamente o veredicto do júri", pois, na verdade, "as provas estabeleceram de forma convincente, e o júri implicitamente concluiu, que o Sr. Trump deliberadamente e forçosamente penetrou a vagina da Sra. Carroll com os dedos, causando dor imediata e danos emocionais e psicológicos de longo prazo". Kaplan afirmou que Trump estuprou Carroll de acordo com o significado comum da palavra e decidiu contra a alteração do valor da indenização.
Em 14 de maio de 2024, os advogados de Carroll solicitaram uma apelação acelerada, argumentando que sua conclusão até julho de 2024 reduziria a chance de Trump buscar atrasos relacionados a outros julgamentos ou sua potencial presidência.
O tribunal de apelações federal realizou uma audiência sobre a apelação de Trump em 6 de setembro de 2024, em Lower Manhattan. Durante a audiência de 25 minutos, os advogados de Trump argumentaram que evidências foram apresentadas indevidamente ao júri. Eles citaram especificamente o depoimento da acusadora de Trump, Jessica Leeds, e a fita do Access Hollywood. Eles também argumentaram que foram "irrazoavelmente restritos" de fazer perguntas sobre o bilionário Reid Hoffman, fazer argumentos sobre as conversas de George Conway com Carroll antes de seu processo, e de questionar Carroll sobre declarações que ela fez sobre o DNA de Trump e seu vestido. Em 30 de dezembro, o tribunal de apelações federal manteve o veredicto de US$ 5 milhões, dizendo que Trump não conseguiu mostrar que o tribunal distrital havia errado.
Em 14 de janeiro de 2025, Trump pediu ao tribunal de apelações uma audiência en banc, que seria realizada perante um tribunal completo em vez de apenas um painel selecionado, e o tribunal rejeitou esse pedido em 13 de junho.

## Retorno ao processo original de difamação (Maio de 2023–presente)

### Pré-julgamento (Maio de 2023–Janeiro de 2024)
Em 9 de maio de 2023, o juiz Kaplan explicou ao júri um formulário de veredicto, discutindo três tipos de agressão pelos quais Trump poderia ser responsabilizado a pagar danos sob a lei de Nova York: estupro, abuso sexual e toque forçado.
Buscando US$ 10 milhões em danos, Carroll emendou seu processo original de difamação em 22 de maio de 2023, para incluir comentários adicionais feitos por Trump após o veredicto contra ele naquele mês, tanto em um fórum da CNN quanto no Truth Social. Após a apresentação dessa emenda, Trump fez mais comentários negativos sobre Carroll no Truth Social, nos quais admitiu tê-la conhecido, como capturado por uma fotografia de 1987, apesar de ter afirmado o contrário (inclusive em sua declaração oficial de 2019) que não a conhecia.
Em documentos judiciais de 26 de maio e 5 de junho, os advogados de Trump tentaram impedir que Carroll emendasse seu caso, incluindo a substituição da palavra "estupro" por "agressão sexual", com base no fato de que o veredicto de maio rejeitou a alegação de Carroll de que Trump a estuprou. Na verdade, o júri apenas concluiu que a acusação de estupro não foi comprovada em comparação com o abuso sexual. Em 13 de junho, o juiz Kaplan decidiu que Carroll poderia emendar seu processo. Dois dias depois, Kaplan determinou que o julgamento começaria em 15 de janeiro de 2024, a menos que o caso tivesse sido "completamente resolvido" até essa data.
Em 1º de junho, Kaplan negou o pedido de um aliado de Trump para arquivar o caso com base na alegação de que Trump estava sendo perseguido por ser um cristão protestante branco.
A equipe de Trump pediu que o caso fosse arquivado com base, em parte, nas proteções à liberdade de expressão [en] e na suposta imunidade presidencial; em 29 de junho, Kaplan negou esse pedido, argumentando que defesas novas (como imunidade absoluta) foram apresentadas tarde demais. A equipe de Trump apelou dessa decisão e solicitou que o julgamento fosse adiado durante o esforço de apelação; em 18 de agosto, Kaplan negou o adiamento. Em 12 de setembro, Alina Habba argumentou perante um painel de três juízes do Segundo Circuito de Apelações que os procedimentos do Tribunal Distrital deveriam ser suspensos até que o tribunal de apelações "resolvesse se um presidente pode levantar sua defesa de imunidade". No dia seguinte, o tribunal de apelações negou o pedido de suspensão, mas concedeu um processo de apelação acelerado, que também abrangeria a questão da contraprova rejeitada de Trump. Durante uma audiência em 23 de outubro, o juiz do circuito Denny Chin defendeu a opinião de Kaplan de que a defesa de imunidade de Trump foi apresentada tarde demais. Em 13 de dezembro, o 2º Circuito decidiu que Trump não poderia usar a imunidade presidencial como defesa porque a apresentou tarde demais. Em 8 de janeiro, o 2º Circuito recusou-se a analisar novamente a apelação de Trump.
Em 11 de julho de 2023, o Departamento de Justiça (DOJ) abandonou sua posição anterior de que Trump estava agindo no âmbito de seu cargo quando fez suas respostas iniciais às alegações de Carroll.
Em 6 de setembro de 2023, Kaplan emitiu um julgamento sumário parcial em favor de Carroll, decidindo que Trump era responsável por difamar Carroll por meio de declarações feitas em 2019. Kaplan determinou que o veredicto do júri em Carroll II "estabeleceu claramente que as declarações de Trump de 2019 eram falsas", com o "conteúdo substantivo" da declaração difamatória de Trump de 2022 sendo "idêntico ao conteúdo substantivo" das declarações de 2019; em ambas as declarações, Trump acusou Carroll de "inventar uma alegação de agressão sexual para fins impróprios"; como "o júri considerou e decidiu questões comuns a ambos os casos" e concluiu que "a agressão sexual ocorreu", isso indicou que "Carroll não mentiu sobre isso". Como resultado, esperava-se que o julgamento de 2024 se concentrasse principalmente em determinar o valor dos danos adicionais que Trump deveria a Carroll.
Em 3 de novembro, Kaplan anunciou que o júri seria novamente anônimo, citando as declarações de Trump sobre o tribunal e o caso. Em 13 de novembro, a equipe de Trump solicitou a adição de "um novo especialista em refutação", após o tribunal rejeitar duas vezes a testemunha especialista proposta, Robert Fisher (que argumentou que Carroll "se beneficiou dessa disputa pública"). Em 29 de novembro, Trump postou no Truth Social que a Lei dos Sobreviventes Adultos era inconstitucional, difamando ainda mais Carroll e chamando o caso de "interferência eleitoral" (como havia dito sobre vários outros assuntos legais não resolvidos).
Em 21 de dezembro, menos de um mês antes da data de início do julgamento, a equipe de Trump solicitou um adiamento de 90 dias para permitir mais planejamento de apelação (possivelmente incluindo uma estratégia de pedir que o caso fosse ouvido pela Suprema Corte dos Estados Unidos), citando a recente descrição do Conselheiro Especial Jack Smith da questão de imunidade como sendo "importante e consequente" no caso criminal federal contra Trump por suposta obstrução eleitoral. Em 28 de dezembro, um painel de três juízes do 2º Circuito de Apelações negou o pedido de adiamento.
Também em 21 de dezembro, o advogado de Carroll pediu ao juiz Kaplan que indicasse citações da Investigação civil de Nova York da Organização Trump [en] que ele pretendia usar no julgamento. O juiz respondeu que o depoimento de Trump relacionado à sua riqueza [en] seria relevante para o cálculo do júri dos danos punitivos que ele deveria pagar a Carroll.
Os advogados de Trump solicitaram em 28 de dezembro que a transcrição de seu depoimento de outubro de 2022 fosse omitida como evidência no julgamento de 2024, porque ele poderia fornecer um novo depoimento. Em 4 de janeiro de 2024, o juiz Kaplan negou o pedido como frívolo. Naquela manhã, Trump postou 31 links no Truth Social para histórias negativas e postagens online sobre Carroll, além de clipes de vídeo descontextualizados para fazer suas declarações sobre agressão sexual parecerem fetichistas. Em 6 de janeiro, Trump zombou de Carroll em um comício político por não gritar durante o ataque "inventado". Naquela noite, o juiz decidiu que os advogados de Trump não poderiam argumentar perante o júri que Trump não estuprou Carroll. Em 9 de janeiro, Kaplan decidiu ainda que a defesa não poderia argumentar sobre a escolha de advogado de Carroll, quem estava pagando suas taxas legais, suas inclinações românticas/sexuais, ou que Trump não a abusou sexualmente ou agiu com má-fé real ao fazer comentários difamatórios sobre ela. A discussão de evidências de DNA por qualquer uma das partes também foi proibida. O juiz afirmou que, ao contrário das insinuações da defesa, o julgamento não seria uma "repetição" dos procedimentos anteriores e deveria focar (como estabelecido) nos danos adicionais devidos a Carroll. Além disso, em 14 de janeiro, Kaplan decidiu que Trump não poderia apresentar a entrevista de Anderson Cooper com Carroll ou sugerir que ela esperava aumentar as vendas de seu livro.
Em 12 de janeiro de 2024, o advogado de Carroll pediu ao juiz Kaplan que garantisse que, se Trump testemunhasse, ele deveria primeiro informar ao júri que manteria seus comentários restritos à questão em discussão e não faria argumentos proibidos, dizendo que "suas recentes declarações e comportamento [por exemplo, em seu julgamento de negócios em Nova York] sugerem fortemente que ele buscará causar caos". O advogado de Carroll também pediu que Trump fosse obrigado a admitir que abusou sexualmente de Carroll e a difamou com má-fé real. Também em 12 de janeiro, o juiz negou um pedido de Trump para adiar o julgamento por uma semana para que ele pudesse comparecer ao funeral de sua sogra, o que levou a uma postagem incendiária no Truth Social. Em 13 de janeiro, o advogado de Carroll argumentou que o advogado de Trump deturpou o motivo de sua indisponibilidade em 17 de janeiro, pois um evento de campanha estava agendado para aquele dia. Em 14 de janeiro, o juiz concedeu uma continuação permitindo que Trump testemunhasse em 22 de janeiro, mesmo que todas as outras questões no julgamento tivessem sido concluídas.
Após ser frequentemente mencionado pela defesa no primeiro julgamento, em 13 de janeiro, o advogado George Conway disse que seria "admitido como evidência" no caso. Em 15 de janeiro, Tacopina retirou-se da equipe jurídica de Trump. Alguns dias depois, Tacopina disse à MSNBC que "era simplesmente minha hora" e afirmou que se retirou por razões pessoais e morais.

### Julgamento (Janeiro de 2024)
O julgamento começou em 16 de janeiro de 2024, com a presença de Trump e o juiz Lewis A. Kaplan presidindo. Um júri de nove membros foi selecionado, novamente de forma anônima, até mesmo para os advogados e o juiz, que recomendou o uso de apelidos para maior proteção. Antes das alegações iniciais, a conta de Trump no Truth Social fez 22 postagens sobre Carroll, as quais foram citadas pelos advogados de Carroll nas alegações iniciais. Habba argumentou que os atacantes de Carroll não foram inspirados por Trump, pois ela foi atacada online antes de Trump negar suas alegações. Habba insinuou que Carroll queria que "Trump a pagasse pelos tweets maldosos". O juiz repreendeu Habba por repetir argumentos sobre tópicos que ele já havia decidido.
Em 17 de janeiro, Carroll testemunhou e foi interrogada no contra-interrogatório. Sua equipe jurídica reclamou que, durante o depoimento, Trump pôde ser ouvido dizendo coisas como "caça às bruxas" e "fraude"; ele também teria batido na mesa. O juiz alertou Trump que poderia obrigá-lo a sair. Trump respondeu que "adoraria isso". Trump postou no Truth Social que sentia-se obrigado a comparecer a "cada momento" do julgamento, além de ataques ao juiz e afirmar que ele era quem merecia indenizações. O juiz Kaplan corrigiu Habba várias vezes sobre o procedimento do julgamento, incluindo o processo de apresentação de evidências.
Trump não compareceu ao julgamento em 18 de janeiro, pois participou do funeral de sua sogra. Um professor da Universidade Northwestern que atuou como testemunha especialista de Carroll argumentou que US$ 12,1 milhões poderiam ser justamente gastos na contratação de comentaristas conservadores para reparar a reputação de Carroll. No contra-interrogatório por Habba, Carroll testemunhou que preferiria ter a reputação que tinha antes de acusar Trump, em vez da popularidade que ganhou, que, segundo ela, "diminuiu" sua reputação. Após os procedimentos daquele dia, o tribunal suspendeu as atividades por uma semana.
Durante o julgamento, Habba novamente mirou na conexão entre Carroll e George Conway, levando este último a afirmar que "não há segredo nisso". Em 19 de janeiro, Habba pediu a anulação do julgamento com base no fato de que Carroll havia deletado e-mails contendo ameaças de morte. (O juiz Kaplan eventualmente negou o pedido de anulação; ele explicou que reiniciar o julgamento não resolveria o problema dos e-mails deletados.) Em um documento judicial de 20 de janeiro, Roberta Kaplan disse que pretendia apresentar novas evidências em 22 de janeiro, incluindo comentários de Trump fora do tribunal durante o julgamento.
Em 22 de janeiro, os procedimentos judiciais terminaram cedo porque um jurado e Habba relataram que estavam se sentindo mal. Depois disso, Trump fez várias postagens no Truth Social difamando Carroll. Habba solicitou que o julgamento não fosse realizado em 23 de janeiro, pois Trump estaria envolvido com as primárias de New Hampshire naquele dia. Na noite de 24 de janeiro, Trump postou 37 vezes no Truth Social sobre Carroll.
Em 25 de janeiro, os advogados de Carroll citaram o depoimento de Trump no julgamento civil imobiliário de Nova York, no qual ele argumentou que valia bilhões de dólares, apoiando o pedido de Carroll de US$ 10 milhões ou mais em danos como sendo relativamente conservador. A equipe de Carroll encerrou seu caso naquele dia. Trump testemunhou brevemente, dizendo que mantinha seu depoimento de 2022 de que a alegação de Carroll era uma "farsa" e uma "fraude". Ele também disse que nunca instruiu ninguém a machucar Carroll e (em um comentário retirado do registro) que "só queria se defender", sua família e a presidência. A defesa então encerrou seu caso.
Trump chegou atrasado em 26 de janeiro. Enquanto Habba falava fora de hora, o juiz disse a ela que ela estava "à beira de passar algum tempo na prisão". Pouco depois, minutos após o início do argumento final de Roberta Kaplan, durante o qual ela defendeu US$ 12 milhões em danos, Trump levantou-se repentinamente e saiu do tribunal.

#### Veredicto e consequências (Janeiro de 2024–presente)
Em 26 de janeiro de 2024, o júri deliberou por três horas e concedeu a Carroll US$ 7,3 milhões em danos emocionais, US$ 11 milhões em danos relacionados à reputação e US$ 65 milhões em danos punitivos, totalizando US$ 83,3 milhões. O júri concluiu que Trump cometeu abuso sexual e toque forçado, dois dos três elementos da alegação de agressão de Carroll. Trump disse que apelaria.
O juiz aconselhou os jurados a não divulgar que haviam servido no julgamento e os proibiu de revelar a identidade de outros jurados.
Em uma carta de 29 de janeiro ao juiz Kaplan, Habba citou um artigo do New York Post afirmando que Kaplan, como sócio sênior de litígios, havia servido como uma espécie de mentor para a associada júnior de litígios Roberta Kaplan durante seus quase dois anos de sobreposição na firma de advocacia Paul, Weiss, Rifkind, Wharton & Garrison [en] na década de 1990. No dia seguinte, Roberta Kaplan chamou as alegações de "completamente infundadas" e disse que não conseguia se lembrar de ter interagido diretamente com Lewis Kaplan durante o tempo que compartilharam na firma. Habba disse que a resposta de Roberta Kaplan parecia ter resolvido a questão.
Em 30 de janeiro, a governadora de Nova York Kathy Hochul mencionou o caso durante uma cerimônia de assinatura de uma lei que expande a definição legal de estupro no estado para incluir contato vaginal, anal e oral não consensual, efetiva não retroativamente a partir de 1º de setembro de 2024.
Em 19 de fevereiro, um advogado de Carroll afirmou na MSNBC que sua equipe continuava a monitorar Trump em capacidade legal, já que ele, no fim de semana anterior, repetiu sua alegação de que não conhecia Carroll antes de ela fazer a acusação contra ele.

##### Acordo de difamação com a ABC News (Março–Dezembro de 2024)
Em março de 2024, George Stephanopoulos da ABC News fez repetidamente declarações falsas de que o júri considerou Trump responsável por estupro. Trump posteriormente entrou com um processo de difamação contra a ABC News, alegando que as declarações de Stephanopoulos foram "falsas, intencionais, maliciosas e destinadas a causar danos". Em julho de 2024, a ABC News apresentou uma moção para arquivar o caso, citando os comentários do juiz Kaplan de que a acusação de estupro de Carroll era "substancialmente verdadeira"; a moção foi rejeitada pelo juiz presidente. Em dezembro, a ABC News resolveu o processo de difamação, um dia após um juiz determinar que tanto Trump quanto Stephanopoulos deveriam prestar depoimentos no caso.
Especialistas jurídicos afirmaram que o acordo, que ocorreu antes das moções para julgamento sumário, foi feito mais cedo do que o usual nos procedimentos prévios ao julgamento de casos de difamação. Eles disseram que isso pode estar ligado ao status de Trump como presidente eleito ou foi negociado para evitar a entrega de informações potencialmente prejudiciais no processo de descoberta. O Puck relatou que a liderança da ABC News estava altamente preocupada com o conteúdo de e-mails e mensagens de texto do telefone de Stephanopoulos, que teriam sido entregues na fase de descoberta iminente do processo. Os termos do acordo exigiam que a ABC News pagasse US$ 15 milhões para a biblioteca presidencial de Trump, US$ 1 milhão para cobrir as taxas legais de Trump e emitisse um pedido público de desculpas expressando arrependimento pelas alegações imprecisas de Stephanopoulos contra Trump.

##### Esforço de apelação (Março de 2024–presente)
Um esforço de apelação exigia que Trump pagasse o valor da sentença ao tribunal (que o reteria durante a apelação) ou buscasse um credor para ajudá-lo com uma fiança de apelação. Em 8 de março de 2024, Trump apresentou um aviso de apelação e garantiu uma fiança de US$ 91,63 milhões (baseada nos 110% tipicamente exigidos pelo tribunal distrital para cobrir juros), subscrita por uma subsidiária da companhia de seguros Chubb. Em 11 de março, os advogados de Carroll pediram ao juiz que aprovasse a fiança, mas solicitaram a anulação de um texto no acordo de fiança que adicionava um atraso de 30 dias ao prazo de pagamento dos danos (após a apelação), mais 30 dias adicionais para a Chubb pagar se Trump não pudesse. O juiz ordenou que essa estipulação fosse removida e aprovou a fiança no dia seguinte.
Em 27 de janeiro de 2025, a equipe de Carroll argumentou que a imunidade presidencial não invalida o veredicto nem isenta Trump de pagar os danos. Em 11 de abril, o Departamento de Justiça pediu ao tribunal de apelação para substituir os Estados Unidos por Trump como réu, afirmando que ele agiu em sua capacidade oficial como presidente quando fez as declarações.